# Ondoro Osoro
Ondoro Osoro (3 december 1967) is een voormalige Keniaanse langeafstandsloper.

## Loopbaan
Osoro begon zijn sportcarrière als baan- en veldloper. Bij de wereldkampioenschappen veldlopen in 1991 werd hij vijfde. Later dat jaar nam hij deel aan de wereldkampioenschappen in Tokio, waar hij op de 5000 m in de eerste ronde werd uitgeschakeld. Tussen 1990 en 1993 won hij driemaal de San Silvestre Vallecana. In 1995 kreeg hij een ongeluk met zijn auto in combinatie met een vrachtwagen, waardoor hij wegens zware verwondingen gedwongen was een pauze van twee jaar in te lassen.
In 1998 stapte hij over op de marathon. Zijn beste prestaties op deze afstand zijn het winnen van de Chicago Marathon in 1998 en de marathon van San Diego (2003).

## Persoonlijke records
Baan
| Onderdeel | Prestatie | Datum            | Plaats  |
| --------- | --------- | ---------------- | ------- |
| 3000 m    | 7.43,20   | 27 augustus 1993 | Berlijn |
| 5000 m    | 13.11,77  | 17 juli 1991     | Rome    |
| 10.000 m  | 27.24,24  | 3 september 1993 | Brussel |

Weg
| Onderdeel      | Prestatie | Datum            | Plaats  |
| -------------- | --------- | ---------------- | ------- |
| 15 km          | 43.00     | 12 juli 1998     | Utica   |
| 10 Eng. mijl   | 46.22     | 22 augustus 1998 | Flint   |
| halve marathon | 1:01.50   | 12 maart 2000    | Kioto   |
| marathon       | 2:06.54   | 11 oktober 1998  | Chicago |

## Palmares

### 3000 m
- 1991:  Jerez - 7.45,03
- 1993:  Massa Marittima - 7.49,82
- 1994:  Sestriere Meeting - 8.26,51

### 5000 m
- 1991: 4e Internationales Kourtane Midsummer Games in Saarijarvi - 13.29,23
- 1991:  Meeting Nazioarteko in Getxo - 13.17,87
- 1991:  Mobil Bislett Games in Oslo - 13.12,80
- 1991: 4e Athletissima - 13.26,16
- 1991: 5e Golden Gala in Rome - 13.11,77
- 1991: 4e Keniaanse kamp. in Nairobi - 13.59,7
- 1991:  KVP Galan in Malmo - 13.19,28
- 1991: 5e in serie WK - 13.54,41
- 1991: 4e Rieti Meeting - 13.33,76
- 1991:  Afrikaanse Spelen in Caïro - 13.38,60
- 1993: 4e B T Games in Osterbro - 13.15,21
- 1994: 5e TSB Games in Londen - 13.16,39
- 1994:  Kopenhagen Games - 13.25,69
- 1994:  Pune International Meeting - 13.38,7

### 10.000 m
- 1990: 8e Afrikaanse kamp. Championships in Cairo - 29.33,3
- 1994: 5e Keniaanse kamp. in Nairobi - 28.48,0
- 1994: 5e Memorial Van Damme - 27.28,36
- 1995: 4e Sea Ray Relays in Knoxville - 27.32,80

### 5 km
- 1997:  Riverfest Run by the River in Clarksville - 13.30

### 10 km
- 1992:  Azalea Trail in Mobile - 27.55
- 1992: 5e Cooper River Bridge Run in Charleston - 29.10
- 1992:  Sallie Mae in Washington - 28.25
- 1992:  Crescent City Classic in New Orleans - 28.15
- 1993: 4e Grand Prix (Spanje)
- 1995:  Azalea Trail in Mobile - 27.58
- 1995: 4e Cooper River Bridge Run in Charleston - 28.23
- 1997:  US Classic in Atlanta - 29.15
- 1997:  City of Pittsburgh Great Race - 27.14
- 1997:  Arturo Barrios Invitational in Chula Vista - 28.16
- 1998:  Orange Classic in Middletown - 28.54
- 1998:  Fair St Louis - 28.53
- 1998: 4e Greater Clarksburg - 28.38

### 15 km
- 1997:  El Paso Juarez International Classic - 43.41
- 1998:  Utica Boilermaker - 43.00

### 10 Eng. mijl
- 1997:  First of America Running Festival - 45.37
- 1998:  Crim - 46.22

### 20 km
- 1998:  20 km door Brussel - 55.15

### halve marathon
- 2000:  halve marathon van Kyoto - 1:01.50

### marathon
- 1998:  Chicago Marathon - 2:06.53
- 1999:  Chicago Marathon - 2:08.00
- 2000: 4e Boston Marathon - 2:10.29
- 2001: 7e Chicago Marathon - 2:11.44
- 2002:  marathon van Honolulu - 2:15.23
- 2003:  marathon van San Diego - 2:09.38
- 2004: 4e marathon van San Diego - 2:12.22
- 2004: 9e marathon van Frankfurt - 2:15.58
- 2005: 7e marathon van San Diego - 2:13.56

### veldlopen
- 1991: 5e WK in Antwerpen (11,77 km) - 33.57
- 1992: 23e WK in Boston (12,53 km) - 37.55
- 1993: 13e WK in Amorebieta (11,75 km) - 33.45